# جاستیس (اکلاهما)
جاستیس(به انگلیسی: Justice) شهری در ایالت اکلاهما کشور ایالات متحده آمریکا است که جمعیت آن در سرشماری سال ۲۰۱۰ میلادی، ۱٬۳۲۴ نفر بوده‌است.